# Bassus seyrigi
Bassus seyrigi är en stekelart som först beskrevs av Granger 1949.  Bassus seyrigi ingår i släktet Bassus och familjen bracksteklar. Inga underarter finns listade.